# New Concorde
New Concorde (NC) è una società di distribuzione cinematografica statunitense con sede a Los Angeles, California, fondata da Roger Corman. La NC ha avuto inizio nel 1983 quando Corman ha fondato la società di produzione e distribuzione Concorde-New Horizons (CNH) come una delle prime società di produzione a sviluppare e sfruttare il video come strumento di distribuzione.
La Concorde-New Horizons era nata dalla unione delle due società di Corman: Concorde Pictures (CP) e New Horizons Pictures negli anni Ottanta. Ora la società è ufficialmente conosciuta come New Horizons Picture Corp.

## Storia

### New World Pictures
Corman fondò la New World Productions (NWP) nel 1970, e realizzò film di genere a basso budget fino al 1982. Quando gli studi più grandi iniziarono a produrre gli stessi generi con budget più grandi che la sua compagnia non poteva sostenere, e dopo essere stato contattato da un consorzio di avvocati che desideravano acquistare la compagnia, nel 1982 scelse di vendere.

### Millennium Films
Corman vendette la New World Pictures nel gennaio 1983 per 16,9 milioni di dollari. Mantenne tutti i diritti sul suo vasto catalogo di film e portò con sé la maggior parte dei membri del suo team creativo. Come scrisse "avevano comprato il dinosauro della distribuzione, lasciandomi con la cineteca e lo staff di produzione".
In base ai termini del contratto, accettò di rimanere come consulente per due anni e che la New World avrebbe garantito la distribuzione di tutti i film da lui realizzati fino a febbraio 1984, a una tariffa agevolata del 15%. Corman accettò di fornire alla società un minimo di cinque film che avrebbero potuto distribuire. Si è inoltre impegnato a non tornare all'attività di distribuzione.
Corman fondò una nuova società di produzione, la Millennium, il cui titolo derivava dal nome di una retrospettiva del 1981 dedicata all'opera di Corman al National Film Theatre di Londra. Poiché i nuovi proprietari della New World avevano rilevato i vecchi uffici, Corman aprì gli uffici della Millennium dall'altra parte della strada, a Brentwood. Annunciò l'intenzione di realizzare film con un budget compreso tra i 2 e i 5 milioni di dollari a film, utilizzando i soldi ricavati dalla vendita di New World.
Corman affermò di voler realizzare film meno commerciali e il primo film di Millennium (e l'ultimo del vecchio New World) fu un film drammatico intitolato Love Letters. Un altro dei primi lavori più d'autore della Millenium fu Wild Side, che divenne Suburbia . Gli altri film di Millennium erano più di tipo exploitation standard come Space Raiders e Accademia di rompipalle.
Corman scoprì che non gli piaceva lavorare a Brentwood, così alla fine spostò gli uffici nello studio di Venice.  Aveva problemi con il nome "Millennium" - "Nessuno sapeva scriverlo, nessuno sapeva cosa significasse" così nell'ottobre del 1983, Millennium fu rinominato "New Horizons".

### Formazione di Concorde Pictures
Alcuni film di Corman vennero distribuiti attraverso il "nuovo" marchio New World, come Love Letters, Deathstalker, Accademia di rompipalle e Space Raiders, ma Corman non fu soddisfatto dei risultati. "Non hanno mai rilasciato una liberatoria completa alle mie foto e non mi hanno mai pagato i soldi guadagnati con le foto", ha affermato.
A loro volta, i nuovi proprietari della New World non erano soddisfatti dell'accordo vantaggioso concesso a Corman e volevano rendere pubblica la società. Corman ritenne di dover riprendere a occuparsi di distribuzione, il che era contrario al suo accordo con New World. In seguito scrisse: "L'ultima cosa che volevo fare era tornare alla distribuzione, ma non avevo scelta. I miei film avevano bisogno di distribuzione e io avevo bisogno dei ricavi".
All'inizio del 1985 Corman fece causa alla New World per violazione dei suoi obblighi nei suoi confronti. In particolare, affermò che la New World si rifiutò di distribuire due dei suoi film, School Spirit e Wheels of Fire, e che la New World gli doveva dei soldi per Accademia di rompipalle, Space Raiders e Slumber Pary Massacre . A sua volta la New World lo citò in giudizio sostenendo che Corman aveva screditato la società nei confronti di nuovi investitori e clienti, e aveva aggirato la New World nel cercare la distribuzione per alcuni dei film di Corman, in particolare Hardbodies che era stato in parte finanziato da Corman ma che era stato venduto alla Columbia Pictures.
La questione arrivò in tribunale, ma dopo solo pochi giorni di processo entrambe le parti accettarono di raggiungere un accordo. Corman definì questa "un'esperienza infelice. Fui costretto a tornare alla distribuzione, un'attività in cui non volevo essere. Ero così deciso a non farlo che proposi una formula a un gruppo di quattro produttori indipendenti ben finanziati per avviare insieme una società di distribuzione".
La società si sarebbe chiamata Concorde Pictures. Corman ha detto "Avevo letto un libro questa volta che diceva che le C dure erano il suono più significativo per vendere prodotti, come Kodak o Coca-Cola. Il Concorde non solo aveva due C dure; per misura extra il dizionario lo descriveva come un raggruppamento armonioso di entità simili con obiettivi simili".
La società avrebbe distribuito i film di Corman (incluso il suo catalogo di oltre 100 film) e di altri produttori. La costituzione di questa società fu annunciata nel marzo 1985. Corman annunciò che i primi film della Concorde avrebbero incluso Anche i fantasmi lo fanno, Wheels of Fire e Barbarian Queen ; dichiarò inoltre l'intenzione di distribuire film stranieri, come aveva fatto con New World.
I primi otto film distribuiti dalla Concorde sarebbero stati Wizards of the Lost Kingdom, Nuda vendetta, Wheels of Fire, Fuori di testa (sequel di Accademia di rompipalle), Anche i fantasmi lo fanno, La regina dei barbari, The Devastator e Prostituzione.
Nel luglio 1985 fu annunciato che la Concorde avrebbe collaborato con Cinema Group per la distribuzione dei film. Le loro prime uscite sarebbero state Club Sandwich e Cocaine Wars della Concorde e Born American e Hollywood Vice Squad della Cinema Group. Tra le prime uscite ricordiamo Fuori di testa e Prostituzione.

### Concorde
La CNH nacque agli inizi del boom dell'home video. Corman scoprì di essere nella posizione ideale per capitalizzare il nuovo mercato. Utilizzando il suo vasto catalogo e il suo team creativo, riuscì a sfruttare appieno il nuovo e crescente mercato video e creò film specificamente pensati per l'home video. Ciò rese la Concorde-New Horizons una delle prime società di produzione a sviluppare e capitalizzare pienamente il video come strumento di distribuzione.
Ciò permise alla Concorde-New Horizons di Corman di essere più prolifica della precedente New World Productions, ma tale produttività determinò un abbassamento degli standard. I nuovi film della New World erano considerati essi stessi prodotti di bassa qualità, ma i loro film erano considerati dotati di un'energia e di un fascino che sembravano mancare ai film di Corman. Tuttavia, il suo obiettivo di creare film per un mercato direct-to-video ebbe un certo successo finanziario. Secondo il suo biografo, "Alla Concorde-New Horizons a metà degli anni '80, la chiave della redditività sembrava risiedere nel volume: più film significavano più soldi. Corman, naturalmente, fu rincuorato quando questo teorema si dimostrò vero. Ciò che non aveva previsto, tuttavia, è che stava creando il suo mostro di Frankenstein, un'azienda che è cresciuta così tanto e così velocemente da minacciare di sopraffarlo".
Last Resort (1986) è stato un tentativo di realizzare una commedia di grande impatto. Corman ebbe più successo con Stripped to Kill.
Beverly Gray, biografa di Corman, ha scritto "molti veterani della Concorde ricordano la fine degli anni '80 come l'età d'oro della compagnia, in cui c'era molto spazio per nuove idee e nuovi talenti. Fu un periodo in cui giovani registi entusiasmanti diedero il loro tocco personale a incarichi convenzionali di genere cinematografico".
Filminl ha sostenuto che la qualità complessiva della produzione di Corman è calata in quel periodo e "La maggior parte delle discussioni sulla produzione di Corman sorvolano il periodo successivo a New World Pictures, e non posso dire che abbiano torto a farlo".

## New Concorde
All'inizio del 2000, Corman ribattezzò l'azienda "New Concorde", vendette la filiale New Horizons Pictures (NHP) e si riorganizzò per formare la New Concorde Home Entertainment.
Nel 2005, la Concorde firmò un accordo di 12 anni con la Buena Vista Home Entertainment, che concedeva alla BVHE i diritti di distribuzione di oltre 400 film prodotti da Roger Corman. Buena Vista rescisse l'accordo con New Horizons all'inizio del 2008, in gran parte a causa delle scarse vendite e della scarsa qualità dei master di molti titoli.